# دستگاه اعداد پایه ۱۶

جدول‌ضرب هِگزادسیمال

دستگاه اعداد پایه ۱۶ یا دستگاه شانزده‌شانزدهی (به انگلیسی: hexadecimal) (هِگزادِسیمال) (به اختصار hex)، در علوم رایانه و ریاضیات، سامانهٔ عددنویسی بر پایه ۱۶ می‌باشد. این سیستم از نمادهای ۰ تا ۹ برای مقادیر صفر تا نه و از حروف A, B, C, D, E, F برای مقادیر ده تا پانزده استفاده می‌کند. عددنویسی به صورت هِگزادِسیمال به‌طور گسترده‌ای توسط طراحان و برنامه‌نویسان سیستم‌های رایانه‌ای مورد استفاده قرار می‌گیرد. در رایانش، هِگزادِسیمال معمولاً با پیشوند "0x" آغاز می‌شود.
هر رقم هگزادسیمال، نشان‌دهندهٔ چهار رقم دودویی (بیت) است.

## تبدیل
تبدیل اعداد دودویی به شانزده‌شانزدهی از تبدیل دودویی به ده‌دهی ساده‌تر است؛ مثلاً در تبدیل ده‌دهی داریم:
| ۰۱۰۱۱۱۱۰۱۰۱۱۰۱۰۱۰۰۱۰۲ | = ۲۶۲۱۴۴۱۰ + ۶۵۵۳۶۱۰ + ۳۲۷۶۸۱۰ + ۱۶۳۸۴۱۰ + ۸۱۹۲۱۰ + ۲۰۴۸۱۰ + ۵۱۲۱۰ + ۲۵۶۱۰ + ۶۴۱۰ + ۱۶۱۰ + ۲۱۰ |
|                       | = ۳۸۷۹۲۲۱۰                                                                                     |

همین عدد در تبدیل از دودویی به شانزده‌شانزدهی با جدا کردن ۴ رقم ۴ رقم از سمت راست عدد به صورت زیر محاسبه‌پذیر است:
| ۰۱۰۱۱۱۱۰۱۰۱۱۰۱۰۱۰۰۱۰۲ | = | ۰۱۰۱    | ۱۱۱۰    | ۱۰۱۱    | ۰۱۰۱    | ۰۰۱۰۲   |
|                       | = | ۵       | E       | B       | ۵       | ۲۱۶     |
|                       | = | ۵EB52۱۶ | ۵EB52۱۶ | ۵EB52۱۶ | ۵EB52۱۶ | ۵EB52۱۶ |